# Avicularia versicolor
Avicularia versicolor (лат.) - найяскравіший представник роду павуків родини птахоїдів (Theraphosidae). Павук має популярність не тільки серед колекціонерів, його дуже часто обирають як домашнього екзотичного улюбленця.

## Територія проживання
Мешкає на Антильських островах, Гваделупі і на о. Мартиніка. У природі заселяє порожнечі в деревах і між гілками, де сплітає з павутини «повітряну» норку з двома виходами. Там павук проводить більшу частину часу, а з настанням сутінок виходить на полювання.

## Вигляд
Розмір тіла сягає близько 5-6 см у дорослих особ, а в розмаху лап до 17 см. Маленькі павуки мають яскраво синє забарвлення з білими смугами на черевці. З роками забарвлення змінюється , і вже після  8-9 линьки павуки більш схожі на дорослих особ. В їх забарвленні є червоні,зелені та сині тони з металевим відливом, а все його тіло вкрите довгими яскравими волосками.

## Характер
Павук має досить спокійний характер і не є агресивним. Хоча він досить спритний та швидкий, наприклад якщо він відчуває порив вітру, то може стрибнути в спробі втечі. При появі ворогів або порушників його спокою він намагається сховатись. Павух може вкусити якщо йому немає куди втекти. Не зчісує з себе подразнювальних волосків. При укусі цього виду немає ніякої небезпеки для людини,це більш нагадує укус оси.

## Утримання
Тераріум для утримання повинен бути вертикального типу, розмірами мінімум 30х30х40 см для одного дорослого павука.  Для того, щоб павук мав можливість плести гніздо, тераріум зсередини декорують гілками, корою або живими рослинами. На дно слід насипати близько 2-3 см. субстрату. Як субстрат зазвичай використовують торф або вермикуліт, частіше кокосовий субстрат. При недостатній вологості (в межах 80-85%), у тераріумі необхідно наявність поїлки з постійно чистою і свіжою водою. Для освітлення можна використовувати червону лампу, або лампу місячного світла. Попадання в тераріум прямих сонячних променів не допускається. Температура повітря повинна підтримуватися на рівні 24-28 ° С. Один раз у два-три дні тераріум потрібно оприскувати звичайною водою,але не дуже рясно,так як це може спричинити появу грибка або плісняви,якщо вона з’явилась,потрібно зменшити вологість грунту та повітря. Тераріум повинен добре вентилюватись.

## Розмноження
Ростуть павуки досить швидко. Статевої зрілості самці досягають у 1-1,5 роки,самки в 1,5-2 роки.З розмноженням зазвичай проблем не виникає. При спарюванні самки не виявляють агресивності до самців і можуть навіть деякий час жити разом. Через 3-6 місяців після спарювання самка сплітає кокон, в якому може знаходиться від 20 до 130 яєць. Термін інкубації близько 3-4 тижнів. Як корм підійдуть комахи, які розмірами не перевищують розміри черевця павука. Молодих годувати можна 3-4 рази на тиждень, дорослих - 1-2 рази на тиждень. В домашніх умовах їх годуть тарганами і цвіркунами. Крупним особам достатньо зкормлювати одну жабу або мишу в місяць